# Израиль (Лукин)
Епи́скоп Изра́иль (в миру Я́ков Ива́нович Луки́н; ок. 1801, село Синковец, Орловская губерния — 11 [23] октября 1864, Шаргородский монастырь) — епископ Русской православной церкви, епископ Винницкий, викарий Каменец-Подольской епархии.

## Биография
Родился около 1801 года в селе Синковец Малоархангельского уезда Орловской губернии в семье диакона.
Учился в Орловской духовной семинарии (1821), затем поступил в Киевскую духовную академию, которую окончил в 1825 г. кандидатом богословия.
С 4 декабря 1825 года — учитель, с 9 ноября 1828 — помощник инспектора Курской духовной семинарии. 29 ноября 1827 года удостоен степени магистра.
2 ноября 1831 года пострижен в монашество и 27 декабря рукоположён во иеродиакона. 1 января 1832 года рукоположён во иеромонаха, 8 января назначен библиотекарем, а 6 февраля того же года — инспектором Курской духовной семинарии.
По сану причислен к соборным иеромонахам Донского монастыря и исполнял должность цензора проповедей.
С 10 февраля 1834 года — ректорКалужской духовной семинарии. 3 ноября 1835 года возведён в сан архимандрита и назначен настоятелем Покровского Доброго Лихвинского монастыря Калужской епархии.
С 3 мая 1843 года — ректор Курской духовной семинарии и настоятель Белгородского Свято-Троицкого монастыря.
3 мая 1845 года переведён в Рыльский Николаевский монастырь, а 25 июля того же года назначен ректором Херсонской духовной семинарии и настоятелем Одесского Успенского монастыря.
22 апреля 1848 года перемещён ректором Харьковской духовной семинарии и настоятелем Харьковского Преображенского монастыря.
С 27 июля 1851 года — ректор Тифлисской духовной семинарии и настоятель Тифлисского Преображенского монастыря.
2 мая 1858 года назначен ректором Киевской духовной академии и архимандритом Киевского Братского монастыря.
24 января 1860 года хиротонисан во епископа Винницкого, викария Каменец-Подольской епархии. 25 марта 1861 года в связи с упразднением викариатства оставлен настоятелем Шаргородского Николаевского монастыря Подольской епархии.
Скончался 11 (23) октября 1864 года.

## Сочинения
- «Слова и беседы архимандрита Израиля» в 2 томах (СПб. 1848),
  - Том первый.
  - Том второй.
- «Обозрение русских раскольничьих толков» (Харьков, 1850),
- «Беседы о значении и силе внешнего поклонения в христианской Православной Церкви и мысли христианские по случаю страшной грозы и града, бывших в г. Харькове 1 мая 1851 г.»
- «Слова, говоренные в Старо-Харьковском Преображенском монастыре» (1852)

## Награды
- орден Св. Владимира 3-й степени (17 апреля 1854)[2].